# Måns Nathanaelson

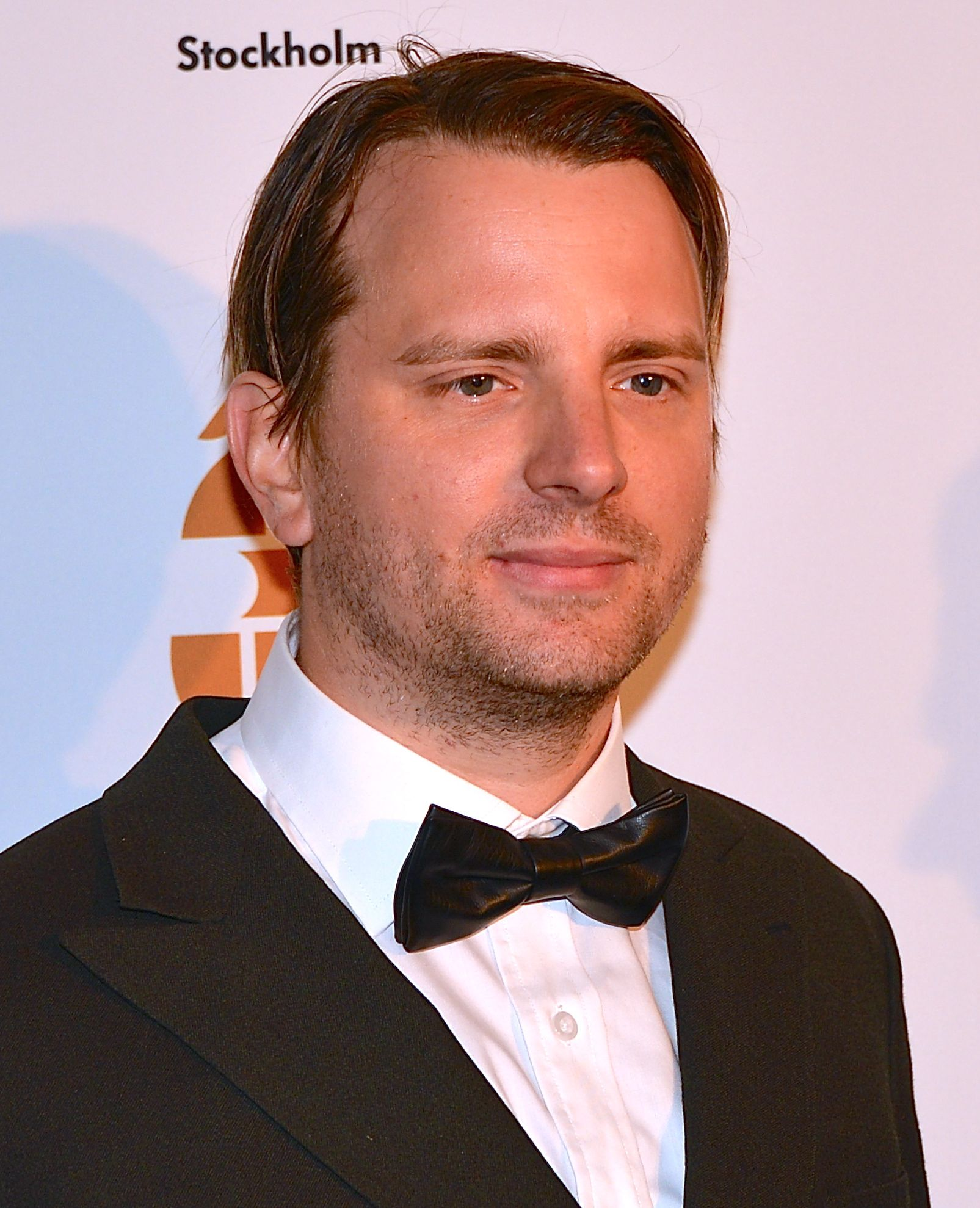
Måns Nathanaelson (2013)

Måns Gustaf Daniel Nathanaelson (* 18. September 1976 in Stockholm) ist ein schwedischer Schauspieler.
Måns Nathanaelson ist seit Mitte der 1990er Jahre als Schauspieler tätig. So spielte er ab 1995 in den Dramaserien Rederiet und 1998 in Vita Lögner. Seit 2006 spielt er „Oskar Bergman“ in der Krimireihe Kommissar Beck – Die neuen Fälle.
Ab 2012 spielte er als „Jonas“ in der Serie Real Humans – Echte Menschen. Für seine Hauptrolle des „Stefan Schwarz“ in der Comedy-Polizeiserie 112 Aina wurde er 2014 für den Fernsehpreis Kristallen nominiert.

## Filmografie (Auswahl)
- 1995–1997: Rederiet (Fernsehserie, 63 Folgen)
- 1998: Vita lögner (Fernsehserie, 53 Folgen)
- 2005: Kim Novak badete nie im See von Genezareth (Kim Novak badade aldrig i Genesarets sjö)
- seit 2006: Kommissar Beck – Die neuen Fälle (Beck, Fernsehfilmreihe)
- 2007: Labyrint (Fernsehserie, 3 Folgen)
- 2008–2009: Verdict Revised – Unschuldig verurteilt (Oskyldigt dömd, Fernsehserie, 2 Folgen)
- 2009: Glowing Stars (I taket lyser stjärnorna)
- 2011–2012: Karatefylla (Fernsehserie, 20 Folgen)
- 2012–2014: Real Humans – Echte Menschen (Äkta människor, Fernsehserie, 17 Folgen)
- 2013–2015: 112 Aina (Fernsehserie, 26 Folgen)
- 2016–2017: Black Widows (Fernsehserie, 13 Folgen)
- 2020: Mord im Mittsommer (Morden i Sandhamn, Miniserie, 2 Folgen)
- 2024: Ein ganz mieser Tag (Strul)